# المنطقة البولندية في العراق
المنطقة البولندية في العراق ( البولندية: Polska strefa w Iraku )، المعينة على أنها المنطقة الجنوبية الوسطى أو الجنوبية أو الوسطى الجنوبية أو المنطقة الجنوبية الوسطى ( البولندية: Strefa środkowo -południowa )، كانت منطقة مسؤولية القسم متعدد الجنسيات المركزي- الجنوب تحت القيادة البولندية، أثناء احتلال العراق . تم إنشاؤه في عام 2003 عندما تم تقسيم العراق إلى أربع مناطق. انتهى الاحتلال في 31 ديسمبر 2008.
غطت المنطقة الوسطى الجنوبية محافظات القادسية وكربلاء وبابل وواسط . يبلغ عدد سكان المنطقة حوالي 5 ملايين نسمة موزعين على 65632 نسمةكم 2 . أعيدت محافظة النجف للسيطرة الأمريكية في عام 2004، بسبب انخفاض عديد القوات تحت القيادة البولندية. أدى ذلك إلى خفض المنطقة إلى حوالي 3 ملايين نسمة موزعين على 28655 نسمةكم 2 . تشمل المدن الرئيسية في المنطقة البولندية الديوانية والكوت والحلة وكربلاء والنجف. انخفضت قوة القوات البولندية من 2500 (2003) إلى 900 (2007) ؛ يبلغ تعداد الفرقة متعددة الجنسيات وسط الجنوب حوالي 2000 جندي. بلغ عدد الضحايا البولنديين 25. بلغ عدد ضحايا الفرقة بأكملها 65.
- تورط بولندا في غزو العراق عام 2003